# Gordon Tomkins
Gordon Mayer Tomkins (* 4. Juni 1926 in Chicago; † 22. Juli 1975) war ein US-amerikanischer Biochemiker, Mediziner und Hochschullehrer an der University of California, San Francisco (UCSF).

## Leben und Wirken
Tomkins wuchs in Südkalifornien auf und studierte zunächst Philosophie an der University of California, Los Angeles mit dem Bachelor-Abschluss 1945. Dann studierte er zwei Jahre Medizin an der University of California, Berkeley, und an der Harvard University mit dem M.D. 1949. Seine Internship absolvierte er bei George W. Thorn am Peter Bent Brigham Hospital. Danach studierte er weiter in Berkeley und wurde dort bei Israel Lyon Chaikoff in Biochemie promoviert. Ab 1953 war er an den National Institutes of Health (NIH) zunächst am National Heart Institute, ab 1955 am National Institute of Arthritis, Metabolism and Digestive Diseases, wo er 1958 Leiter des Labors metabolische Enzyme und 1962 des Labors für Molekularbiologie wurde. Dort studierte er die Wirkung von Hormonen auf molekularer Ebene. In seiner Zeit gelang Marshall Nirenberg und Heinrich Matthaei an seinem Labor die Entzifferung des genetischen Codes.
1969 wurde er Professor für Biochemie an der UCSF, was auch dadurch beeinflusst wurde, dass William J. Rutter dort die Abteilung Biochemie neu organisierte. Mit ihm baute Tomkins die Molekularbiologie an der UCSF auf.
1969 bis 1971 war er im Beratungsgremium der American Cancer Society und 1968 bis 1971 war er im Herausgebergremium von Endocrinology. Tomkins wurde 1973 in die American Academy of Arts and Sciences gewählt. Er starb 1975 an einem Gehirntumor.
1965 erhielt er den Preis der Washington Academy of Science. 1969 war er Mider Lecturer der NIH und 1971 Jessup Lecturer und Harvey Society Lecturer an der Columbia University und 1972 Prather Lecturer an der Harvard University.